# Ikoga
Ikoga è un villaggio del Botswana situato nel distretto Nordoccidentale, sottodistretto di Ngamiland West. Il villaggio, secondo il censimento del 2011, conta 673 abitanti.

## Località
Nel territorio del villaggio sono presenti le seguenti 6 località:
- Gucha di 134 abitanti,
- Ikoga gate,
- Moaha di 119 abitanti,
- Road Camp Gucha,
- Xaxana di 296 abitanti,
- Xwexwe